# ژان برتو
ژان برتو (به فرانسوی: Jean Bertaut) شاعر قرن شانزدهم میلادی اهل فرانسه است.